# Anyone but You
Anyone but You is een Amerikaanse romantische komedie uit 2023, geregisseerd door Will Gluck, naar een scenario dat hij samen schreef met Ilana Wolpert, en losjes gebaseerd op Much Ado About Nothing van William Shakespeare. Sydney Sweeney en Glen Powell spelen de hoofdrollen.

## Verhaal
Bea (Sydney Sweeney) en Ben (Glen Powell) kennen elkaar al heel lang. Nadat ze elkaar weer ontmoet hebben, vergezelt Ben Bea naar de bruiloft van haar zus in Australië, ook al mogen ze elkaar eigenlijk niet. De twee doen zich voor als koppel omdat Bea met rust wil gelaten worden door haar ex-vriend Jonathan, die als een zoon is voor haar ouders, die hem graag bij hun dochter ziet blijven. Ben wil intussen zijn ex-vriendin jaloers maken. Terwijl ze hun plan uitvoeren, ontwikkelen zich langzaam echte gevoelens tussen de twee.

## Rolverdeling
| Acteur           | Personage |
| ---------------- | --------- |
| Sydney Sweeney   | Bea       |
| Glen Powell      | Ben       |
| Alexandra Shipp  | Claudia   |
| GaTa             | Pete      |
| Hadley Robinson  | Halle     |
| Michelle Hurd    | Carol     |
| Dermot Mulroney  | Leo       |
| Darren Barnet    | Jonathan  |
| Rachel Griffiths | Innie     |
| Bryan Brown      | Roger     |
| Charlee Fraser   | Margaret  |

## Release
Anyone but You ging op 22 december 2023 in première. De film kreeg middelmatige kritieken van de filmcritici, met een score van 52% op Rotten Tomatoes, gebaseerd op 87 beoordelingen. De film werd een zogenaamde "Sleeper hit" nadat hij einde januari 2024 al US$ 126,6 miljoen opbracht aan de kassa met een budget van US$ 25 miljoen.